# Esselenichthys
Esselenichthys is een geslacht van straalvinnige vissen uit de familie van stekelruggen (Stichaeidae).

## Soorten
- Esselenichthys carli (Follett & Anderson, 1990)
- Esselenichthys laurae (Follett & Anderson, 1990)